# Garin de Montaigu
Garin de Montaigu, gentilhome d'Alvèrnia, mariscal dels hospitalers de l'orde de Sant Joan de Jerusalem, fou elegit 13è Mestre de l'Hospital, el 1207 o potser el 1208.
Va socórrer els cristians d'Armènia contra Solimà d'Icònium, va fer aixecar el setge que el sultà de Damasc tenia sobre Sant Joan d'Acre.
La conquesta de Damiata li va donar prestigi i va recórrer l'Europa occidental per tal de buscar ajuda. De retorn a Palestina va trobar els cristians enfrontats, sobretot hospitalers i templers. El 1228 va demanar al papa de trencar les treves que havien conclòs amb els musulmans. Aquest mateix any es va negar a rendir-se i ajudar l'exèrcit de l'emperador Frederic II.
Va morir a Palestina el 1230.